# Jean-Pierre Lafon
Pour les articles homonymes, voir Lafon.
Jean-Pierre Lafon, né le 2 mars 1941, est un diplomate français, ambassadeur de France dignitaire.

## Études
Jean-Pierre Lafon est diplômé de l'Institut d'études politiques de Paris (1962, section Service Public) et ancien élève de l'ENA (promotion Turgot, 1968).

## Carrière
Carrière au ministère des Affaires étrangères : 1968-2006 :
- 1968-1971 : Chargé des relations européennes à la Direction des Affaires culturelles du ministre des Affaires étrangères
- 1971-1973 : Premier Secrétaire à l'ambassade de France à Londres
- 1973-1974 : Membre de la Délégation française à la Conférence sur la coopération et la sécurité en Europe
- 1977-1979 : Chef de la Mission culturelle et de coopération technique de l'ambassade de France en Iran
- 1979-1982 : Inspecteur des Affaires étrangères
- 1983-1986 : Consul de France au Niger (Arlit)
- 1986-1988 : Conseiller technique au Cabinet du Premier ministre
- 1989-1994 : Directeur des Nations unies et des organisations internationales (NUOI)
- 1994-1997 : Ambassadeur de France au Liban
- 1997-2002 : Directeur des Français à l'étranger et des étrangers en France ; président du conseil d'administration de l'Office français de protection des réfugiés et apatrides (OFPRA)
- 2002-2004 : Ambassadeur de France en Chine[2]
- 2004-2006 : Secrétaire général du ministère des Affaires étrangères
- 2006 : Élevé à la dignité d'Ambassadeur de France par Jacques Chirac[3]
- 2007-2012 : Président du Bureau international des expositions (BIE)[4]
- 2008- : Vice-président de la Fondation Chirac

À l'occasion de l'élection présidentielle de 2017, il fait partie des 60 diplomates qui apportent leur soutien à Emmanuel Macron.

## Décorations
- Chevalier de la Légion d'honneur (12 juillet 1991)
- Officier de la Légion d'honneur (31 décembre 2003)
- Commandeur de l'ordre national du Mérite (16 mai 2008[6]
- Officier de l'ordre de Saint-Charles de Monaco, en tant que président du Bureau international des expositions (17 novembre 2011)[7]